# Sengaku-ji
Ne doit pas être confondu avec Sengaku.

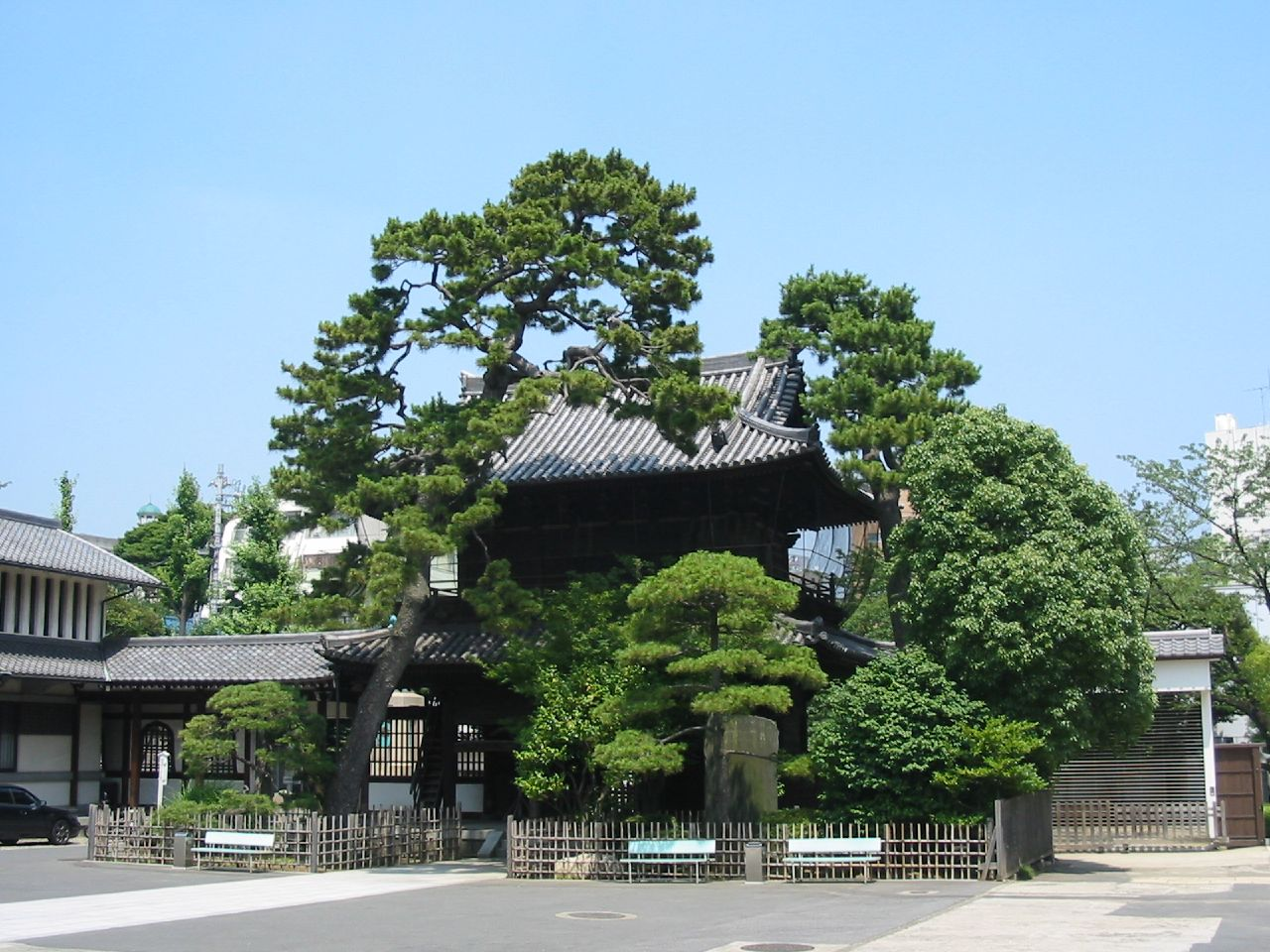
Porte principale du temple (vue de l'intérieur).

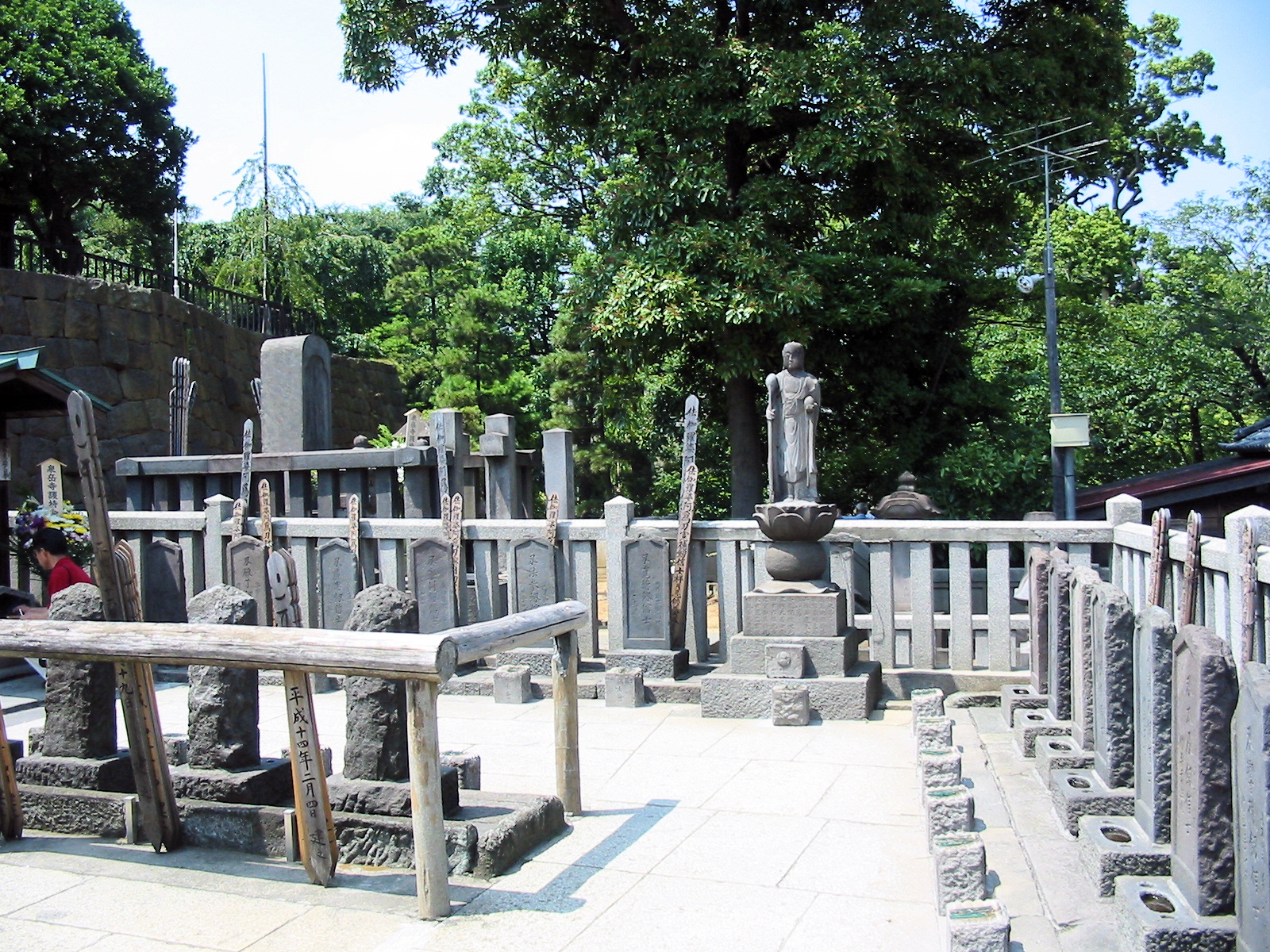
Les tombes des 47 rōnin.

Le Sengaku-ji (泉岳寺) est un temple sōtō zen bouddhique situé dans le quartier de Takanawa, district Minato-ku, près de la gare de Shinagawa à Tokyo (Japon).

## Historique
À l'origine, ce temple fut construit par Tokugawa Ieyasu à proximité du château d'Edo, dans le quartier de Sotosakurada. En 1612, le shogun tenait en effet à ce qu'un service mémorial fût assuré pour l'âme d'Imagawa Yoshimoto (daimyo de la province de Suruga [1519-1560], dont la nièce, la princesse Tsukiyama, était l'épouse de Tokugawa). Le premier abbé du temple Sengaku fut Monnan Shukan, petit-fils d'Imagawa. La porte Sanmon était l'une des principales de la ville. Durant l'ère Kan'ei, le temple fut détruit par un incendie, puis reconstruit à son emplacement actuel, au cours du XVIIIe siècle, dans ce qui était alors le village de Takanawa. De nombreux moines zen vinrent pour y étudier ou être ordonnés.
La salle principale est détruite par les bombardements américains de 1945 et reconstruite dans le style zen de Kamakura en 1953.
Les tombes de Naganori Asano et des 47 rōnin se trouvent au Sengaku-ji.